# Kereskedelmi bank
A kereskedelmi bank (más néven  üzleti bank) a hitelintézetek egyik típusa. A bankrendszer olyan intézménye, amely betéteket gyűjt és pénzt kölcsönöz, valamint fizetéseket teljesít. Az elnevezés a bank és a gazdaság, kereskedelem szoros kapcsolatra utal, továbbá kifejezi, hogy az ilyen bank is üzleti vállalkozás. Jövedelme főleg az ún. kamatrésből, valamint a jutalékos ügyletekből származik. A pénzteremtő pénzügyi szektor része.

## Retail banking
A retail banking a kereskedelmi bankoknak a  lakossággal, esetleg kisvállalkozásokkal kapcsolatos tevékenysége.  A lakossági pénzügyi szolgáltatások közé tartozik - többek között - a betétgyűjtés, a bankkártyák kiadása, a fogyasztási és lakáshitelek nyújtása. A lakossági ügyfelek kiszolgálása érdekében a bankok sűrű fiókhálózatot és kiterjedt ATM-rendszert tartanak fenn.

## Befektetési bank
A befektetési bank ) amerikai banktípus, amely új részvények kibocsátásával foglalkozik, gyakran másokkal egy szindikátusban. Felvásárolhatja az összes felajánlott részvényt  és újra eladhatja azokat a nagyközönségnek, ezzel gyakorlatilag jótállást vállal a kibocsátásért. Funkciójában az angol kereskedelmi bankhoz hasonló.

## Története Magyarországon
Tomka Béla dolgozta fel a magyarországi hitelintézetek 1836 és 1947 közötti történetét.

### A második világháború végéig
Magyarországon az első kereskedelmi bank az 1840. október 14-én  alapított Pesti Magyar Kereskedelmi Bank (PKMB)  volt. Működését 1841-ben kezdte meg. Első székháza a Gizella (ma: Vörösmarty) téren, a ma Gerbeaud-ház néven ismert épületben volt. A PKMB  kezdettől fogva foglalkozott leszámítolási, giro-, letéti és kölcsönügyletekkel (hitel) is; legnagyobb részben saját tőkéjével operált, amihez kisebb részben járultak hozzá a magántőkések betétei. Több mint két évtizeden át az egyetlen bankintézete volt az országnak.

### Az államosításoktól  1990-ig
A második világháború után a bankok államosítását és a tervgazdálkodásra való áttérést követően a kereskedelmi bankok megszűntek.
Ezt követően a kereskedelmi bankok szerepe jórészt megszűnt, a szervezeti rendszerben a Magyar Nemzeti Bank dominált (egyszintű bankrendszer). A lakossági pénzpiacon majdnem egyeduralkodó volt az OTP. Ugyanakkor az 1987-ben elindult bankreform előtt is voltak egyéb bankok is: akkoriban működött már - többek között -  két külföldi bank, a Citibank és a CIB Bank, továbbá az Állami Fejlesztési Bank, amelynek a feladata az állami beruházások finanszírozása volt, valamint a Külkereskedelmi Bank, amely részben klasszikus pénzintézeti feladatokat, részben az MNB-től átruházott feladatokat látott el.
A kereskedelmi bankok rendszerének (kétszintű bankrendszer) az ismételt bevezetése 1987. január 1-jén következett be. Ekkor alakult meg a három nagy kereskedelmi bank, a Budapest Bank, a Magyar Hitelbank és az Országos Kereskedelmi és Hitelbank. 1988. június 28-án megalakult a Postabank.
A kereskedelmi bankok 1987-ben a következők voltak:
- Magyar Hitelbank Rt.
- Országos Kereskedelmi és Hitelbank Rt.
- Budapest Hitel- és Fejlesztési Bank rt.
- Magyar Külkereskedelmi Bank Rt.
- Általános Értékforgalmi Bank Rt.
- Citibank Budapest Rt.
- Unicbank Rt.

2022. március 31-én egyesült a Budapest Bank és az MKB Bank a Magyar Bankholding által indított hármas bankfúzió első lépésének keretében.

## Története Angliában
Angliában a 20. század második felétől kezdődően a hitelintézeti szektor jelentős változáson ment keresztül.  1960-ban kb. 100 volt a bankok száma, ezek közül 16 banké volt a hitelintézeti szektor eszközeinek kb. 85 %-a; ez akkoriban az ország GDP-jének kb. egyharmadát jelentette.

## Szolgáltatásai
- Hagyományos műveletei közé tartoznak az aktív üzletágak (hitelezés), a passzív üzletágak (betétgyűjtés), valamint a fizetési forgalom lebonyolítása;
- értékpapír-forgalmazás (pl. Németországban; az angolszász bankrendszerben viszont nem)
- lízing
- faktorálás
- vagyonkezelési szolgáltatások.